# Ordre du Griffon (Mecklembourg)
L'ordre du Griffon (en allemand : Greifenorden) est un ordre honorifique du grand-duché de Mecklembourg-Schwerin. Créé par Frédéric-François III de Mecklembourg-Schwerin le 15 septembre 1884, il honore la bienveillance et le service exceptionnel au public. Il est doté de statuts complémentaires en 1902 et en 1904. Par suite d'une convention, en août 1904, l'ordre du Griffon est étendu aux citoyens du grand-duché de Mecklembourg-Strelitz, les dirigeants des deux grands-duchés servant conjointement de grands maîtres de l'ordre. L'ordre n'est plus décerné depuis 1918.

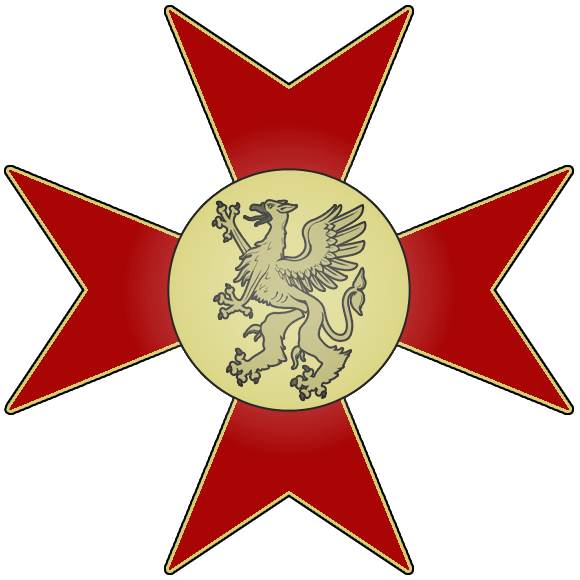
Étoile de l'ordre

## Classes
L'ordre du Griffon a été décerné en trois classes comprenant six grades :
Première classe
- Grand-croix

Seconde classe
- Croix du grand commandant
- Croix du commandant
- Croix d'honneur (ou croix d'officier)

Troisième classe
- Croix de chevalier avec couronne
- Croix de chevalier

## Description
L'insigne de l'ordre est une croix maltaise émaillée rouge, entourée d'or. Au centre de la croix se trouve un disque avec un griffon doré entouré d'une bague en or. L'insigne grand-croix était portée à la hanche gauche, suspendu à une large ceinture qui passe par-dessus l'épaule droite. Les insignes du grand commandant et de la croix de commandant étaient portés suspendus au cou sur un ruban plus étroit. Ces insignes étaient légèrement plus petits que celui de grand-croix, mais identiques en apparence. La croix d'honneur était encore plus petite et n'avait pas l'anneau d'or entourant le griffon au centre. Enfin, les deux croix de chevalier étaient légèrement plus petites que la croix du commandant et portées suspendues à un ruban porté sur la poitrine gauche.
L'étoile de l'ordre était portée par les récipiendaires de la grand-croix et de la croix du grand commandeur sur la poitrine gauche. L'étoile grand-croix était une étoile argentée à 8 branches de même longueur. Au centre de l'étoile se trouve un disque orné d'un griffon d'or. Le disque est entouré d'émail rouge avec la devise ALTIOR ADVERSIS (« contre l'adversité »), en lettres d'or et bordé d'or. L'étoile de la croix du grand commandant était une petite étoile argentée à 8 branches alternées de différentes longueurs : longues et courtes.

## Grands maîtres
- Mecklembourg-Schwerin :
  - 1884-1897 : Frédéric-François III de Mecklembourg-Schwerin
  - 1897-1918 : Frédéric-François IV de Mecklembourg-Schwerin

- Mecklembourg-Strelitz :
  - 1904-1914 : Adolphe-Frédéric V de Mecklembourg-Strelitz
  - 1914-1918 : Adolphe-Frédéric VI de Mecklembourg-Strelitz